# Mijáilov (Krasnodar)
Mijáilov (del ruso: Михайлов), es un jútor del raión de Kurgáninsk del krai de Krasnodar, en Rusia. Está situado en las llanuras de Kubán-Priazov, donde se encuentran con las estribaciones septentrionales del Cáucaso, al sur, 17 km al este de Kurgáninsk y 145 km al este de Krasnodar. Tenía 34 habitantes en 2010
Pertenece al municipio Bezvodnoye.